# Local Internet registry
Un LIR (Local Internet Registry) este o organizație căreia i-a fost alocat un bloc de adrese IP de către un RIR (Regional Internet Registry), și care atribuie cele mai multe părți din acest bloc propriilor clienți.  Cei mai mari LIR-i sunt de regulă furnizorii de servicii de Internet, întreprinderi sau instituții academice. Calitatea de membru într-un RIR este necesară pentru a deveni un LIR.